# Histoire de l'administration territoriale de la Chine depuis 1949
Pour les articles homonymes, voir Administration territoriale de la Chine.
L'Histoire de l'administration territoriale de la Chine après 1949 se réfère aux divisions administratives sous la République populaire de Chine. Avant 1949, les forces du parti communiste chinois sont éparpillées dans les 4 coins de la Chine au début de la guerre civile chinoise. À la fin de l'année 1949, elles contrôlent la majorité de la Chine continentale, forçant le gouvernement de la République de Chine à se relocaliser à Taïwan.

## Fondation
Le gouvernement de la Chine a effectué les changements suivants :
- La Chine est divisée en 6 plus grandes régions administratives (大行政区 dà xíngzhèngqū) qui se situent au-dessus des provinces.
- La Mandchourie est complètement réorganisée.
- La Mongolie-Intérieure est formée de parties de la Mandchourie et devient la première région autonome.
- La province de Pingyuan est instaurée.
- Le Jiangsu est temporairement divisé en deux régions administratives : Subei et Sunan.
- L'Anhui est temporairement divisé en deux régions administratives : Wanbei et Wannan.
- Le Sichuan est temporairement divisé en quatre régions administratives : Chuandong, Chuannan, Chuanxi et Chuanbei.

## Années 1950
En 1952, les provinces du Jiangsu, Anhui et Sichuan sont restaurées. Pingyuan et Chahar sont divisées entre les provinces qui les entourent. Nankin, l'ancienne capitale de la République de Chine, perd son statut de municipalité et se rettrouve annexé à la proivince du Jiangsu. En 1953, Changchun et Harbin obtiennent le statut de municipalité.
En 1954, une importante campagne pour diminuer le nombre de divisions de niveau provincial est initiée. Sur les municipalités existantes en 1953, 11 sont intégrées dans leur province voisine. les dernière municipalités sont Pékin, Shanghai et Tianjin. La province du Liaoning est créée en fusionnant Liaodong et Liaoxi, alors que Suiyuan et Ningxia disparaissent dans la Mongolie-Intérieure et le Gansu.
Le niveau de la plus grande région administrative est aboli en 1954.
Le processus se poursuit en 1955 avec la province du Rehe qui est absorbée par le Hebei, le Liaoning et la Mongolie-Intérieure. Xikang est dissoute dans le Sichuan. La même année, le Xinjiang devient la seconde région autonome de Chine et des plans pour une troisième, la région autonome du Tibet, sont initiés. Le territoire de Qamdo doit être intégré à cette nouvelle région autonome.
En 1957, deux nouvelles régions autonomes sont ajoutées : Ningxia (séparé du Gansu) et Guangxi (qui était alors une province). En 1958 Tianjin est annexée au Hebei.

## Années 1960 et 1970
En 1965, la région autonome du Tibet est formée à partir de l'ancienne région du Tibet et du territoire de Qamdo. En 1967 Tianjin redevient à nouveau une municipalité.

## Années 1980, 1990 et 2000
Au début des années 1980, les villes-préfectures et villes-districts commence à apparaître, en remplacement de préfectures et de xians. Hainan et d'autres îles sont séparées du Guangdong et deviennent la province du Hainan en 1988.
En 1997 Chongqing devient la quatrième municipalité. La même année, Hong Kong est rétrocédé au gouvernement chinois et devient la première région administrative spéciale. Macao devient la seconde en 1999.
Dans les années 1990, une campagne est menée pour supprimer les niveaux district. En 2004, il n'en reste qu'un petit nombre.
Dans le même temps, la plupart des préfectures deviennent des villes-préfectures.
L'Histoire de l'administration territoriale de la Chine après 1949 se réfère aux divisions administratives sous la République populaire de Chine. Avant 1949, les forces du parti communiste chinois sont éparpillées dans les 4 coins de la Chine au début de la guerre civile chinoise. À la fin de l'année 1949, elles contrôlent la majorité de la Chine continentale, forçant le gouvernement de la République de Chine à se relocaliser à Taïwan.

## Liste des divisions provinciales depuis 1949
abolie
      Revendiquée
| Plus grandes régions administratives | Plus grandes régions administratives | Plus grandes régions administratives | Plus grandes régions administratives | Plus grandes régions administratives | Plus grandes régions administratives                          | Plus grandes régions administratives | Plus grandes régions administratives | Plus grandes régions administratives | Plus grandes régions administratives                                                                                     |
| Nom                                  | Chinois simplifié                    | Chinois traditionnel                 | Pinyin                               | Traduction                           | Capitale                                                      | Chinois simplifié                    | Chinois traditionnel                 | Notes                                | Notes |
| ------------------------------------ | ------------------------------------ | ------------------------------------ | ------------------------------------ | ------------------------------------ | ------------------------------------------------------------- | ------------------------------------ | ------------------------------------ | ------------------------------------ | --- |
| Huabei                               | 华北                                 | 華北                                 | Huáběi                               | "Nord de la Chine"                   | Pékin                                                         | 北京                                 | 北京                                 | 1949–1954                            | 1949–1954 |
| Dongbei                              | 东北                                 | 東北                                 | Dōngběi                              | "Nord-est"                           | Shenyang                                                      | 沈阳                                 | 瀋陽                                 | 1949–1954                            | 1949–1954 |
| Huadong                              | 华东                                 | 華東                                 | Huádōng                              | "Est de la Chine"                    | Shanghai                                                      | 上海                                 | 上海                                 | 1949–1954                            | 1949–1954 |
| Zhongnan                             | 中南                                 | 中南                                 | Zhōngnán                             | "Centre sud"                         | Wuhan                                                         | 武汉                                 | 武漢                                 | 1949–1954                            | 1949–1954 |
| Xibei                                | 西北                                 | 西北                                 | Xīběi                                | "Nord ouest"                         | Xi'an                                                         | 西安                                 | 西安                                 | 1949–1954                            | 1949–1954 |
| Xinan                                | 西南                                 | 西南                                 | Xīnán                                | "Sud ouest"                          | Chongqing                                                     | 重庆                                 | 重慶                                 | 1949–1954                            | 1949–1954 |
| Nom                                  | Chinois simplifié                    | Chinois traditionnel                 | Pinyin                               | Abréviation                          | Capitale                                                      | Chinois simplifié                    | Chinois traditionnel                 | GAA                                  | Note |
| Provinces                            |                                      |                                      |                                      |                                      |                                                               |                                      |                                      |                                      | |
| Andong                               | 安东                                 | 安東                                 | Āndōng                               | 安 ān                                | Tonghua                                                       | 通化                                 | 通化                                 | Dongbei                              | Abolie en 1949 → Liaodong, Jilin                                                                                         |
| Anhui                                | 安徽                                 | 安徽                                 | Ānhuī                                | 皖 wǎn                               | Hefei                                                         | 合肥                                 | 合肥                                 | Dongbei                              | Abolie en 1949 → Wanbei, Wannan; recréée en 1952                                                                         |
| Chahar                               | 察哈尔                               | 察哈爾                               | Cháhā'ěr                             | 察 chá                               | Zhangjiakou                                                   | 张家口                               | 張家口                               | Huabei                               | Abolie en 1952 → Mongolie-Intérieure, Hebei                                                                              |
| Fujian                               | 福建                                 | 福建                                 | Fújiàn                               | 闽 mǐn                               | Fuzhou                                                        | 福州                                 | 福州                                 | Huadong                              | |
| Gansu                                | 甘肃                                 | 甘肅                                 | Gānsù                                | 甘 gān                               | Lanzhou                                                       | 兰州                                 | 蘭州                                 | Xibei                                | En 1958 Ningxia est divisé dans sa propre région autonome                                                                |
| Guangdong                            | 广东                                 | 廣東                                 | Guǎngdōng                            | 粤 yuè                               | Guangzhou                                                     | 广州                                 | 廣州                                 | Zhongnan                             | 1952 & 1965 Fangchenggang, Qinzhou, Beihai → Guangxi; Recréée en 1955 En 1988 Hainan est divisée dans sa propre province |
| Guangxi                              | 广西                                 | 廣西                                 | Guǎngxī                              | 桂 guì                               | Nanning                                                       | 南宁                                 | 南寧                                 | Zhongnan                             | En 1958 la province devient une région autonome                                                                          |
| Guizhou                              | 贵州                                 | 貴州                                 | Guìzhōu                              | 黔 qián                              | Guiyang                                                       | 贵阳                                 | 貴陽                                 | Xinan                                | |
| Hainan                               | 海南                                 | 海南                                 | Hǎinán                               | 琼 qióng                             | Haikou                                                        | 海口                                 | 海口                                 | Zhongnan                             | |
| Hebei                                | 河北                                 | 河北                                 | Héběi                                | 冀 jì                                | Baoding (49-54; 67-68) Tianjin (54-67) Shijiazhuang (present) | 保定 天津 石家庄                     | 保定 天津 石家莊                     | Huabei                               | |
| Hejiang                              | 合江                                 | 合江                                 | Héjiāng                              | 合 hé                                | Jiamusi                                                       | 佳木斯                               | 佳木斯                               | Dongbei                              | Abolie en 1949 → Heilongjiang                                                                                            |
| Heilongjiang                         | 黑龙江                               | 黑龍江                               | Hēilóngjiāng                         | 黑 hēi                               | Qiqihar (49-54) Harbin (present)                              | 齐齐哈尔 哈尔滨                      | 齊齊哈爾 哈爾濱                      | Dongbei                              | En 1952 partie de Xing'an intégré dans la Mongolie-Intérieure                                                            |
| Henan                                | 河南                                 | 河南                                 | Hénán                                | 豫 yù                                | Kaifeng (49-54) Zhengzhou (present)                           | 开封 郑州                            | 開封 鄭州                            | Zhongnan                             | |
| Hubei                                | 湖北                                 | 湖北                                 | Húběi                                | 鄂 è                                 | Wuhan                                                         | 武汉                                 | 武漢                                 | Zhongnan                             | En 1967 Tianjin devient sa propre municipalité                                                                           |
| Hunan                                | 湖南                                 | 湖南                                 | Húnán                                | 湘 xiāng                             | Changsha                                                      | 长沙                                 | 長沙                                 | Zhongnan                             | |
| Jiangsu                              | 江苏                                 | 江蘇                                 | Jiāngsū                              | 苏 sū                                | Nankin                                                        | 南京                                 | 南京                                 | Huadong                              | Abolie en 1949 → Subei, Subnan; Recréée en 1952                                                                          |
| Jiangxi                              | 江西                                 | 江西                                 | Jiāngxī                              | 赣 gàn                               | Nanchang                                                      | 南昌                                 | 南昌                                 | Huadong                              | |
| Jilin                                | 吉林                                 | 吉林                                 | Jílín                                | 吉 jí                                | Jilin (49-54) Changchun (présent)                             | 吉林 长春                            | 吉林 長春                            | Dongbei                              | En 1952 le nord est intégré à la Mongolie-Intérieure                                                                     |
| Liaobei                              | 辽北                                 | 遼北                                 | Liáoběi                              | 洮 táo                               | Liaoyuan                                                      | 辽源                                 | 遼源                                 | Dongbei                              | Abolie en 1949 → Jilin, Liaoning                                                                                         |
| Liaodong                             | 辽东                                 | 遼東                                 | Liáodōng                             | 关 guān                              | Dandong                                                       | 丹东                                 | 丹東                                 | Dongbei                              | Abolie en 1954 → Liaoning                                                                                                |
| Liaoning                             | 辽宁                                 | 遼寧                                 | Liáoníng                             | 辽 liáo                              | Shenyang                                                      | 沈阳                                 | 瀋陽                                 | Dongbei                              | Abolie en 1949 → Liaodong, Liaoxi; Recréée en 1954 En 1952 le nord intègre la Mongolie-Intérieure                        |
| Liaoxi                               | 辽西                                 | 遼西                                 | Liáoxī                               | 辽 liáo                              | Jinzhou                                                       | 锦州                                 | 錦州                                 | Dongbei                              | Abolie en 1954 → Liaoning                                                                                                |
| Nenjiang                             | 嫩江                                 | 嫩江                                 | Nènjiāng                             | 嫩 nèn                               | Qiqihar                                                       | 齐齐哈尔                             | 齊齊哈爾                             | Dongbei                              | Abolie en 1949 → Heilongjiang                                                                                            |
| Ningxia                              | 宁夏                                 | 寧夏                                 | Níngxià                              | 宁 níng                              | Yinchuan                                                      | 银川                                 | 銀川                                 | Xibei                                | En 1954 la province intègre le Gansu                                                                                     |
| Mudanjiang                           | 牡丹江                               | 牡丹江                               | Mǔdānjiāng                           | 丹 dān                               | Mudanjiang                                                    | 牡丹江                               | 牡丹江                               | Dongbei                              | Abolie en 1949 → Heilongjiang                                                                                            |
| Pingyuan                             | 平原                                 | 平原                                 | Píngyuán                             | 平 píng                              | Xinxiang                                                      | 新乡                                 | 新鄉                                 | Zhongnan                             | Abolie en 1952 → Henan, Shandong                                                                                         |
| Qinghai                              | 青海                                 | 青海                                 | Qīnghǎi                              | 青 qīng                              | Xining                                                        | 西宁                                 | 西寧                                 | Xibei                                | |
| Rehe                                 | 热河                                 | 热河                                 | Rèhé                                 | 热 rè                                | Chengde                                                       | 承德                                 | 承德                                 | Dongbei                              | Abolie en 1955 → Mongolie-Intérieure et Liaoning                                                                         |
| Sichuan                              | 四川                                 | 四川                                 | Sìchuān                              | 川 chuān                             | Chengdu                                                       | 成都                                 | 成都                                 | Xinan                                | Abolie en 1949 → Chuanbei, Chuandong, Chuannan, Chuanxi; Recréée en 1952 En 1997 Chongqing devient une municipalité      |
| Shaanxi                              | 陕西                                 | 陕西                                 | Shǎnxī                               | 陕 shǎn                              | Xi'an                                                         | 西安                                 | 西安                                 | Xibei                                | |
| Shandong                             | 山东                                 | 山東                                 | Shāndōng                             | 鲁 lǔ                                | Jinan                                                         | 济南                                 | 濟南                                 | Huadong                              | |
| Shanxi                               | 山西                                 | 山西                                 | Shānxī                               | 晋 jìn                               | Taiyuan                                                       | 太原                                 | 太原                                 | Huabei                               | |
| Songjiang                            | 松江                                 | 松江                                 | Sōngjiāng                            | 松 sōng                              | Harbin                                                        | 哈尔滨                               | 哈爾濱                               | Dongbei                              | Abolie en 1954 → Heilongjiang                                                                                            |
| Suiyuan                              | 绥远                                 | 綏遠                                 | Suíyuǎn                              | 绥 suí                               | Hohhot                                                        | 呼和浩特                             | 呼和浩特                             | Huabei                               | Abolie en 1954 → Mongolie-Intérieure                                                                                     |
| Taïwan                               | 台湾                                 | 臺灣                                 | Táiwān                               | 台 tái                               | Taibei                                                        | 台北                                 | 臺北                                 | Huadong                              | Revendiquée depuis 1949 et la fondation de la RPC                                                                        |
| Xikang                               | 西康                                 | 西康                                 | Xīkāng                               | 康 kāng                              | Kangding (49-50) Ya'an (50-55)                                | 康定 雅安                            | 康定 雅安                            | Xinan                                | Abolie en 1955 → Sichuan et Qamdo                                                                                        |
| Xing'an                              | 兴安                                 | 興安                                 | Xīkāng                               | 兴 xīng                              | Hulunbuir                                                     | 呼伦贝尔                             | 呼倫貝爾                             | Dongbei                              | Abolie en 1949 → Heilongjiang                                                                                            |
| Xinjiang                             | 新疆                                 | 新疆                                 | Xīnjiāng                             | 疆 jiāng                             | Ürümqi                                                        | 乌鲁木齐                             | 烏魯木齊                             | Xibei                                | En 1955 la province devient une région autonome                                                                          |
| Yunnan                               | 云南                                 | 雲南                                 | Yúnnán                               | 滇 diān                              | Kunming                                                       | 昆明                                 | 昆明                                 | Xinan                                | |
| Zhejiang                             | 浙江                                 | 浙江                                 | Zhèjiāng                             | 浙 zhè                               | Hangzhou                                                      | 杭州                                 | 杭州                                 | Huadong                              | |
| Régions autonomes                    |                                      |                                      |                                      |                                      |                                                               |                                      |                                      |                                      | |
| Bannière de Alxa Khoshut → Alxa      | 阿拉善和硕特旗→阿拉善                | 阿拉善和碩特旗→阿拉善                | Ālāshàn                              | 阿 ā                                 | Bayanhot                                                      | 巴彥浩特                             | 巴彥浩特                             | Huabei                               | En 1954 intégration dans la Mongolie-Intérieure                                                                          |
| Ejin                                 | 额济纳                               | 額濟納                               | Éjìnà                                | 额 é                                 | Dalainhob                                                     | 达拉呼布                             | 達拉呼布                             | Huabei                               | En 1954 intégration à la Mongolie-Intérieure                                                                             |
| Guangxi                              | 广西                                 | 廣西                                 | Guǎngxī                              | 桂 guì                               | Nanning                                                       | 南宁                                 | 南寧                                 | Zhongnan                             | En 1958 la province devient une région autonome                                                                          |
| Mongolie-Intérieure                  | 內蒙古                               | 內蒙古                               | Nèi Měnggǔ                           | 蒙 měng                              | Ulaanhot (47-50) Hohhot (présent)                             | 乌兰浩特 呼和浩特                    | 烏蘭浩特 呼和浩特                    | Huabei                               | Créée en 1947; Découpée en 1969 → Liaoning, Heilongjiang, Jilin, Gansu, Ningxia; Recréée en 1979                         |
| Ningxia                              | 宁夏                                 | 寧夏                                 | Níngxià                              | 宁 níng                              | Yinchuan                                                      | 银川                                 | 銀川                                 | Xibei                                | En 1958 la région spéciale de vient une région autonome                                                                  |
| Tibet                                | 西藏                                 | 西藏                                 | Xīzàng                               | 藏 zàng                              | Lhasa                                                         | 拉萨                                 | 拉薩                                 | Xinan                                | En 1965 la région devient région autonome                                                                                |
| Xinjiang                             | 新疆                                 | 新疆                                 | Xīnjiāng                             | 疆 jiāng                             | Ürümqi                                                        | 乌鲁木齐                             | 烏魯木齊                             | Xibei                                | En 1955 la province devient région autonome                                                                              |
| Municipalités                        |                                      |                                      |                                      |                                      |                                                               |                                      |                                      |                                      | |
| Anshan                               | 鞍山                                 | 鞍山                                 | Ānshān                               | 鞍 ān                                | District du Tiedong                                           | 铁东区                               | 鐵東區                               | Dongbei                              | Abolie en 1954 → Liaoning                                                                                                |
| Pékin                                | 北京                                 | 北京                                 | Běijīng                              | 京 jīng                              | District de Dongcheng                                         | 东城区                               | 東城區                               | Huabei                               | |
| Benxi                                | 本溪                                 | 本溪                                 | Běnxī                                | 本 běn                               | District de Pingshan                                          | 平山区                               | 平山區                               | Dongbei                              | Abolie en 1954 → Liaoning                                                                                                |
| Changchun                            | 长春                                 | 長春                                 | Chángchūn                            | 春 chūn                              | District de Nanguan                                           | 南关区                               | 南關區                               | Dongbei                              | Créée en 1953; abolie en 1954 → Jilin                                                                                    |
| Chongqing                            | 重庆                                 | 重慶                                 | Chóngqìng                            | 渝 yú                                | District de Yuzhong                                           | 渝中区                               | 渝中區                               | Xinan                                | Abolie en 1954 → Sichuan; Recréée en 1997                                                                                |
| Dalian → Lüda                        | 大连→旅大                            | 大連→旅大                            | Dàlián                               | 连 lián                              | District de Xigang                                            | 西岗区                               | 西崗區                               | Dongbei                              | Abolie en 1949 → Luda, recréée en 1950, abolie en 1954 → Liaoning                                                        |
| Fushun                               | 抚顺                                 | 撫順                                 | Fǔshùn                               | 抚 fǔ                                | District de Shuncheng                                         | 顺城区                               | 順城區                               | Dongbei                              | Abolie en 1954 → Liaoning                                                                                                |
| Harbin                               | 哈尔滨                               | 哈爾濱                               | Hāěrbīn                              | 哈 hā                                | District de Nangang                                           | 南岗区                               | 南崗區                               | Dongbei                              | Créée en 1953, abolie en 1954 → Heilongjiang                                                                             |
| Guangzhou                            | 广州                                 | 廣州                                 | Guǎngzhōu                            | 穗 suì                               | Yuexiu District                                               | 越秀区                               | 越秀區                               | Zhongnan                             | Abolie en 1954 → Guangdong                                                                                               |
| Nankin                               | 南京                                 | 南京                                 | Nánjīng                              | 宁 níng                              | District de Xuanwu                                            | 宣武区                               | 宣武區                               | Huadong                              | Abolie en 1952 → Jiangsu                                                                                                 |
| Shanghai                             | 上海                                 | 上海                                 | Shànghǎi                             | 沪 hù                                | District de Huangpu                                           | 黄浦区                               | 黃浦區                               | Huadong                              | |
| Shenyang                             | 沈阳                                 | 瀋陽                                 | Shěnyáng                             | 沈 shěn                              | District de Shenhe                                            | 沈河区                               | 瀋河區                               | Dongbei                              | Abolie en 1954 → Liaoning                                                                                                |
| Tianjin                              | 天津                                 | 天津                                 | Tiānjīn                              | 津 jīn                               | District de Heping                                            | 和平区                               | 和平區                               | Huabei                               | Abolie en 1954 → Hebei, recréée en 1967                                                                                  |
| Hankou → Wuhan                       | 汉口→武汉                            | 漢口→武漢                            | Wǔhàn                                | 汉 hàn                               | District de Jiang'an                                          | 江岸区                               | 江岸區                               | Zhongnan                             | Abolie en 1949 → Hubei                                                                                                   |
| Xi'an                                | 西安                                 | 西安                                 | Xī'ān                                | 镐 hào                               | District de Weiyang                                           | 未央区                               | 未央區                               | Xibei                                | Abolie en 1954 → Shaanxi                                                                                                 |
| Régions administratives spéciales    |                                      |                                      |                                      |                                      |                                                               |                                      |                                      |                                      | |
| Hainan                               | 海南                                 | 海南                                 | Hǎinán                               | 琼 qióng                             | Haikou                                                        | 海口                                 | 海口                                 | Zhongnan                             | Abolie en 1949 → Guangdong                                                                                               |
| Hong Kong                            | 香港                                 | 香港                                 | Xiānggǎng                            | 港 gǎng                              | Hong Kong                                                     | 香港                                 | 香港                                 | Zhongnan                             | Créée en 1997 |
| Macao                                | 澳门                                 | 澳門                                 | Àomén                                | 澳 ào                                | Macao                                                         | 澳门                                 | 澳門                                 | Zhongnan                             | Créée en 1999 |
| Territoires administratifs           |                                      |                                      |                                      |                                      |                                                               |                                      |                                      |                                      | |
| Chuanbei                             | 川北                                 | 川北                                 | Chuānběi                             | 充 chōng                             | Nanchong                                                      | 南充                                 | 南充                                 | Xinan                                | Créé en 1950; aboli en 1952 → Sichuan                                                                                    |
| Chuandong                            | 川东                                 | 川東                                 | Chuāndōng                            | 渝 yú                                | Chongqing                                                     | 重庆                                 | 重慶                                 | Xinan                                | Créé en 1950; aboli en 1952 → Sichuan                                                                                    |
| Chuannan                             | 川南                                 | 川南                                 | Chuānnán                             | 泸 lú                                | Luzhou                                                        | 泸州                                 | 瀘州                                 | Xinan                                | Créé en 1950; aboli en 1952 → Sichuan                                                                                    |
| Chuanxi                              | 川西                                 | 川西                                 | Chuānxī                              | 蓉 róng                              | Chengdu                                                       | 成都                                 | 成都                                 | Xinan                                | Créé en 1950; aboli en 1952 → Sichuan                                                                                    |
| Subei                                | 苏北                                 | 蘇北                                 | Sūběi                                | 扬 yáng                              | Yangzhou                                                      | 扬州                                 | 揚州                                 | Huadong                              | Créé en 1949; aboli en 1952 → Jiangsu                                                                                    |
| Sunan                                | 苏南                                 | 蘇南                                 | Sūnán                                | 锡 xī                                | Wuxi                                                          | 无锡                                 | 無錫                                 | Huadong                              | → Jiangsu |
| Wanbei                               | 皖北                                 | 皖北                                 | Wǎnběi                               | 合 hé                                | Hefei                                                         | 合肥                                 | 合肥                                 | Huadong                              | Créé en 1949; aboli en 1952 → Anhui                                                                                      |
| Wannan                               | 皖南                                 | 皖南                                 | Wǎnnán                               | 芜 wú                                | Wuhu                                                          | 芜湖                                 | 蕪湖                                 | Huadong                              | Créé en 1949; aboli en 1952 → Anhui                                                                                      |
| Lüda                                 | 旅大                                 | 旅大                                 | Lǚdà                                 | 旅 Lǚ                                | Dalian                                                        | 大连                                 | 大連                                 | Dongbei                              | Créé en 1949; aboli en 1950 → Dalian                                                                                     |
| Régions                              |                                      |                                      |                                      |                                      |                                                               |                                      |                                      |                                      | |
| Tibet                                | 西藏                                 | 西藏                                 | Xīzàng                               | 藏 zàng                              | Lhasa                                                         | 拉萨                                 | 拉薩                                 |                                      | En 1965 la région devient une région autonome                                                                            |
| Territoires                          |                                      |                                      |                                      |                                      |                                                               |                                      |                                      |                                      | |
| Qamdo                                | 昌都                                 | 昌都                                 | Chāngdū                              | 昌 chāng                             | Qamdo                                                         | 昌都                                 | 昌都                                 | Xinan                                | Intégration en 1965 avec le Tibet                                                                                        |